# 阿部正陈
阿部正陈（1748年（宽延元年）—1781年7月26日（天明元年六月六日）），武藏国忍藩主·阿部正允次男。正室为秋元凉朝之女。通称织部。
成为忍藩6代藩主·阿部正敏的养子后，还未继承家督，在天明元年（1781年）去世。